# Empogona concolor
Empogona concolor är en måreväxtart som först beskrevs av Nicolas Hallé, och fick sitt nu gällande namn av James Tosh och Elmar Robbrecht. Empogona concolor ingår i släktet Empogona och familjen måreväxter. IUCN kategoriserar arten globalt som sårbar.
Artens utbredningsområde är Gabon. Inga underarter finns listade i Catalogue of Life.